# Andreas Landgren
Andreas Landgren (* 17. März 1989 in Helsingborg) ist ein schwedischer ehemaliger Fußballspieler. Der Abwehrspieler debütierte 2009 in der schwedischen Nationalmannschaft.

## Werdegang
Landgren, dessen Eltern Raija Saarinen und Sven-Åke Landgren selbst in Schwedens höchsten Fußballligen spielten, begann 1995 mit dem Fußballspielen bei Helsingborgs IF. Dort durchlief er die gesamten Jugendmannschaften und spielte sich auch in die schwedischen Nachwuchsnationalmannschaften, deren Mannschaftskapitän er war.
2006 rückte Landgren in den Kader Männermannschaft des Klubs auf. Am 26. Oktober des Jahres debütierte er in der Allsvenskan, als er beim 4:2-Auswärtserfolg bei Kalmar FF in der Schlussminute für McDonald Mariga eingewechselt wurde. In der Folge konnte er sich im Kader etablieren, kam als Nachwuchsspieler jedoch nur unregelmäßig zum Einsatz. Im Verlauf der Spielzeit 2008 etablierte er sich in der Stammformation, so dass auch Jörgen Lennartsson und Tommy Söderberg, die Auswahltrainer der schwedischen U-21-Nationalmannschaft, auf ihn aufmerksam wurden und ihn im August beim 1:1-Unentschieden gegen die finnische Nachwuchsauswahl in der Juniorennationalmannschaft debütieren ließen.
Zudem rückte Landgren ins Blickfeld des Nationaltrainers Lars Lagerbäck, der ihn in den Kader der A-Nationalmannschaft anlässlich einer Nordamerikatour berief. Am 28. Januar 2009 wirkte er als Einwechselspieler ab der 75. Spielminute für Alexander Farnerud mit, den Torschützen des einzigen Treffers beim 1:0-Erfolg über die mexikanische Nationalmannschaft. In der anschließenden Spielzeit kam er bis zur Sommerpause in zehn Spielen zum Einsatz und Ende Mai beriefen Lennartsson und Söderberg ihn neben seinen Vereinskameraden Joel Ekstrand und Pär Hansson in den Kader für die U-21-Europameisterschaftsendrunde im Sommer im eigenen Land, wo er einer von elf Spielern mit A-Nationalmannschaftserfahrung war. Mit der Auswahl erreichte er das Halbfinale des Turniers, in dem sie an der englischen U-21-Auswahl scheiterte.
Kurz nach Ende des Turniers unterschrieb Landgren einen ab Januar 2010 laufenden, bis 2013 gültigen Vertrag beim italienischen Klub Udinese Calcio. An der Seite von Rasmus Jönsson, Henrik Larsson, Joel Ekstrand und René Makondele beendete er die Spielzeit in Schweden und erreichte mit dem Klub den achten Platz.